# سنابسيد (تطبيق)
سنابسيد (الإنجليزية: Snapseed) تطبيق لتحرير الصور لنظامي التشغيل iOS وAndroid يتيح للمستخدمين تحسين الصور وتطبيق المرشحات الرقمية. تم إنشاؤه بواسطة نيك سوفتوير ، وهو الآن مملوك لشركة Google .

## تاريخ
أطلقت شركة Nik Software تطبيق سنابسيد في الأصل على جهاز iPad في يونيو 2011، وتم تسميته بتطبيق iPad للعام 2011 من قبل شركة Apple.  بناءً على نجاح إصدار iPad، أطلق نيك تطبيق سنابسيد لجهاز iPhone في أغسطس 2011.  لاحقًا، في 27 فبراير 2012، تم الإعلان عن سنابسيد لنظام التشغيل Microsoft Windows . 
بعد استحواذ Google، تم إصدار سنابسيد لنظام Android في ديسمبر 2012  وتم إيقاف إصدار سطح المكتب من Snapseed. 
في 9 أبريل 2015، أصدر نيك سنابسيد 2.0 لنظامي التشغيل iOS وAndroid، حيث جلب أدوات وميزات جديدة وواجهة مستخدم محدثة. 
في يونيو 2025، أصدرت Google إصدار سنابسيد 3.0 لنظام التشغيل iOS، حيث قدمت واجهة مستخدم مُعاد تصميمها، ومرشحات جديدة مستوحاة من الأفلام، وأدوات تحرير RAW مُحسّنة، وتكاملًا مُحسّنًا مع Google Photos. كان التحديث متاحًا فقط لنظام iOS عند الإطلاق، ولم يتم تأكيد الجدول الزمني لدعم Android. 

## سمات
يمكن لمستخدمي سنابسيد تحرير الصور باستخدام إيماءات التمرير لتحديد التأثيرات والتحسينات المختلفة. وبدلاً من ذلك، يمكن للمستخدمين اختيار التعديل "التلقائي" للألوان والتباين. يمكن لـ سنابسيد حفظ سجل تحرير المستخدمين وإعادة توجيههم إلى أي من الإجراءات السابقة. يمكنه أيضًا إنشاء مجموعات المرشحات وحفظها باستخدام المرشحات الافتراضية وميزات التحرير. تتضمن قائمة المؤثرات الخاصة والمرشحات الدراما، والجرانج، والعتيق، والتركيز المركزي، والإطارات، والإمالة والتحويل (الذي يغير حجم الصور). يمكن للمستخدمين استيراد صور RAW أيضًا لتحريرها بجودة أفضل.   قدم سنابسيد 2.0 مرشحات جديدة مثل ضبابية العدسة، وتوهج السحر، ومنظر HDR، والنوار، مع إعادة تنسيق قسم الأدوات بواجهة مستخدم أكثر وضوحًا.  في عام 2025، أضاف سنابسيد 3.0 واجهة مستخدم مُعاد تصميمها، وعلامة تبويب "المفضلة" جديدة لتنظيم الأدوات المفضلة، و31 مرشحًا مستوحى من الأفلام، وأدوات تحرير RAW مُحسّنة مع شرائح تعتمد على القوس، وتكامل أكثر إحكامًا مع Google Photos. قدم التحديث أيضًا شاشة رئيسية مُحدثة تعرض التعديلات الأخيرة وتخطيط شريط أدوات مبسط. 

## الجوائز
- تم اختياره كأفضل تطبيق iPad لعام 2011 من قبل Apple [1]
- تم اختياره كأحد أفضل 100 تطبيق Android لعام 2018 بواسطة مجلة PC [9]